# Чау Сай Тевода
Чау Сай Тевода (кхмер. ប្រាសាទចៅសាយទេវតា, дословно «плодовитые потомки божества») — индуистский храм в Ангкоре, Камбоджа. Находится восточнее храма Ангкор-Тхом, южнее и напротив Тхомманона на Пути Победы, ведущем к Ангкор-Вату. Построен в середине XII века Сурьяварманом II во время расцвета Кхмерской империи и посвящён Шиве и Вишну. Изображения Будды в храме, вероятно, появилось в правление Дхараниндравармана II, отца Джайавармана VII, кто правил из Преа-Кана. Храм руинирован, 4 тысячи его фрагментов разбросаны по округе, лежат в реке Сиемреап. Многие из них использовались китайскими специалистами в реставрационных работах, спонсируемых КНР, в 2000—2009 годах. В конце 2009 года храм открылся для туристов.

## Расположение
```
проход. Справа: внутренний вид храма
```

Храм в камбоджийской местности Ангкор расположен к северо-востоку от восточных ворот древней столицы Ангкор-Тхом. Напротив, с юга от Чау Сай Тевода через Путь Победы стоит храм-близнец Тхомманон. Неподалёку в 200 метрах сохранился мост, построенный из камней храма в правление Джайавармана VII (ок. 1243—1295). Река за века сменила русло и сегодня протекает как река Сиемреап. Плиты крестовидной террасы моста опираются на три ряда восьмиконечных колонн.

## История

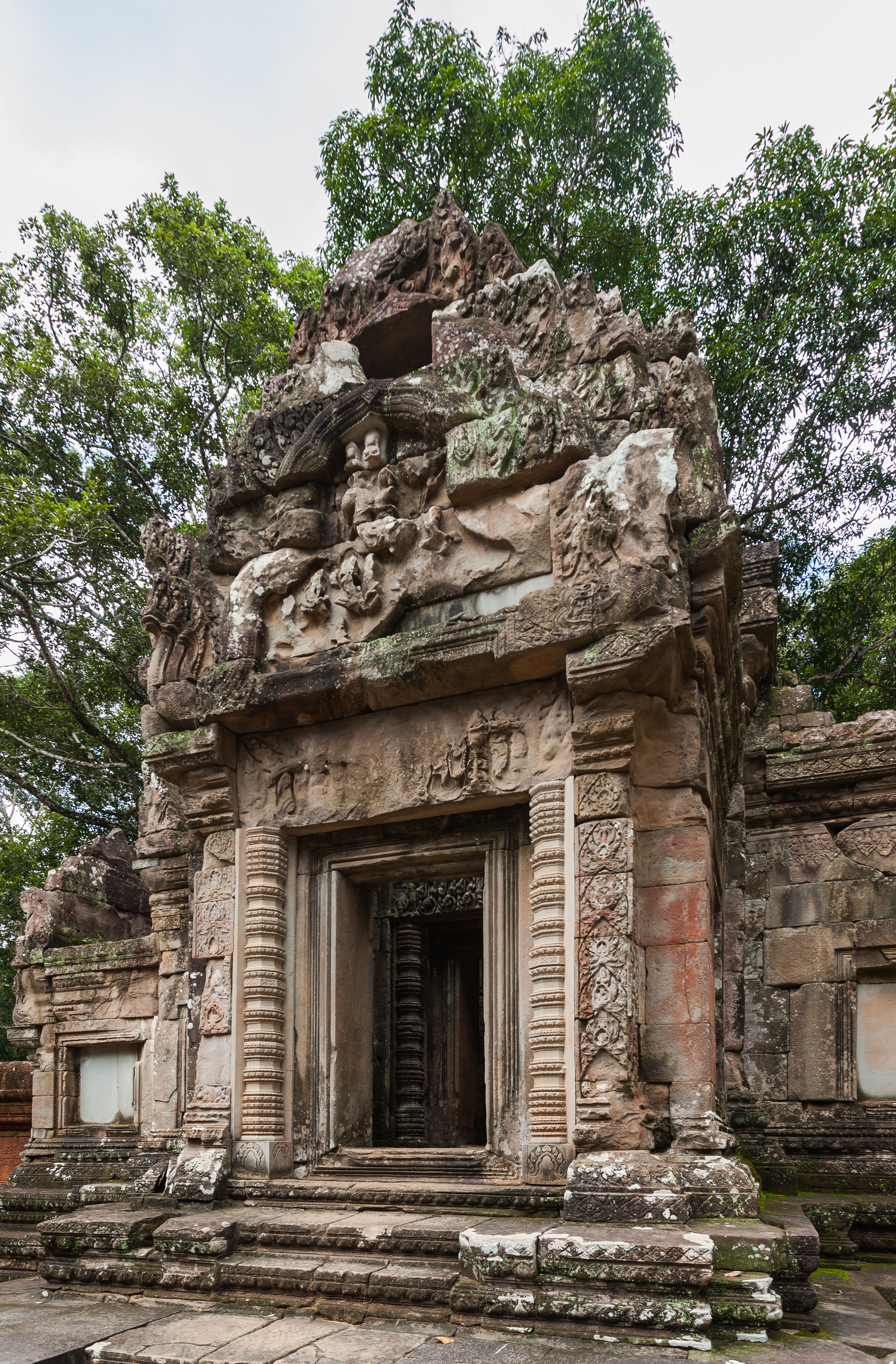
Гопурам

Построен в середине XII века Сурьяварманом II (ок. 1113—1150 годы) во время расцвета Кхмерской империи. Строительством храма занимался также правитель Джайаварман VII. Храм посвящён Шиве и Вишну, а изображения Будды в храме, вероятно, появилось в правление Дхараниндравармана II, отца Джайавармана VII, кто правил из Прэахкхана.
Первые реставрационные работы Тхоманнона и восточных ворот Чау Сай Тевода проводились в 1960-е годы.
В 2000—2009 годах храм восстановили китайские специалисты из 4 тысяч фрагментов, разбросанных по окрестности. Работы профинансировала Китайская Народная Республика. В конце 2009 года храм открылся для туристов.

## Архитектура
Размерами меньше Тхоманнона, выстроен по примеру индийских храмов, например в Ориссе. Находится за оградой из латерита общей площадью 50 х 40 метров. Когда-то имел свой собственный барай. Состоит из двух прямоугольных разрушенных северной и южной «библиотек», в северо- и юго-восточных углах святилища: прасат с тремя портиками и четвёртым, преобразованным в вестибюль, павильоном и гопурами по четырём сторонам света. Восточная гопурам с тремя входами, вестибюлем и двумя боковыми помещениями.
Рельефные украшения храма значительно пострадали от времени и вандализма. Лучшим образом сохранились две сцены из Рамаяны на южной стороны восточного входа: борьба обезьяньего короля Вали с его сводным братом Сугрива, и смерть Вали. Большинство рельефов изображают Шиву, чуть меньше — Вишну. В восточной гопурам просматриваются плохо сохранившиеся изображения Будды и сцены из его жизни. Примечательными считаются рельефы сидящей богини Ситы, которой Хануман в виде маленькой обезьянки подаёт кольцо Рамы.

## Галерея

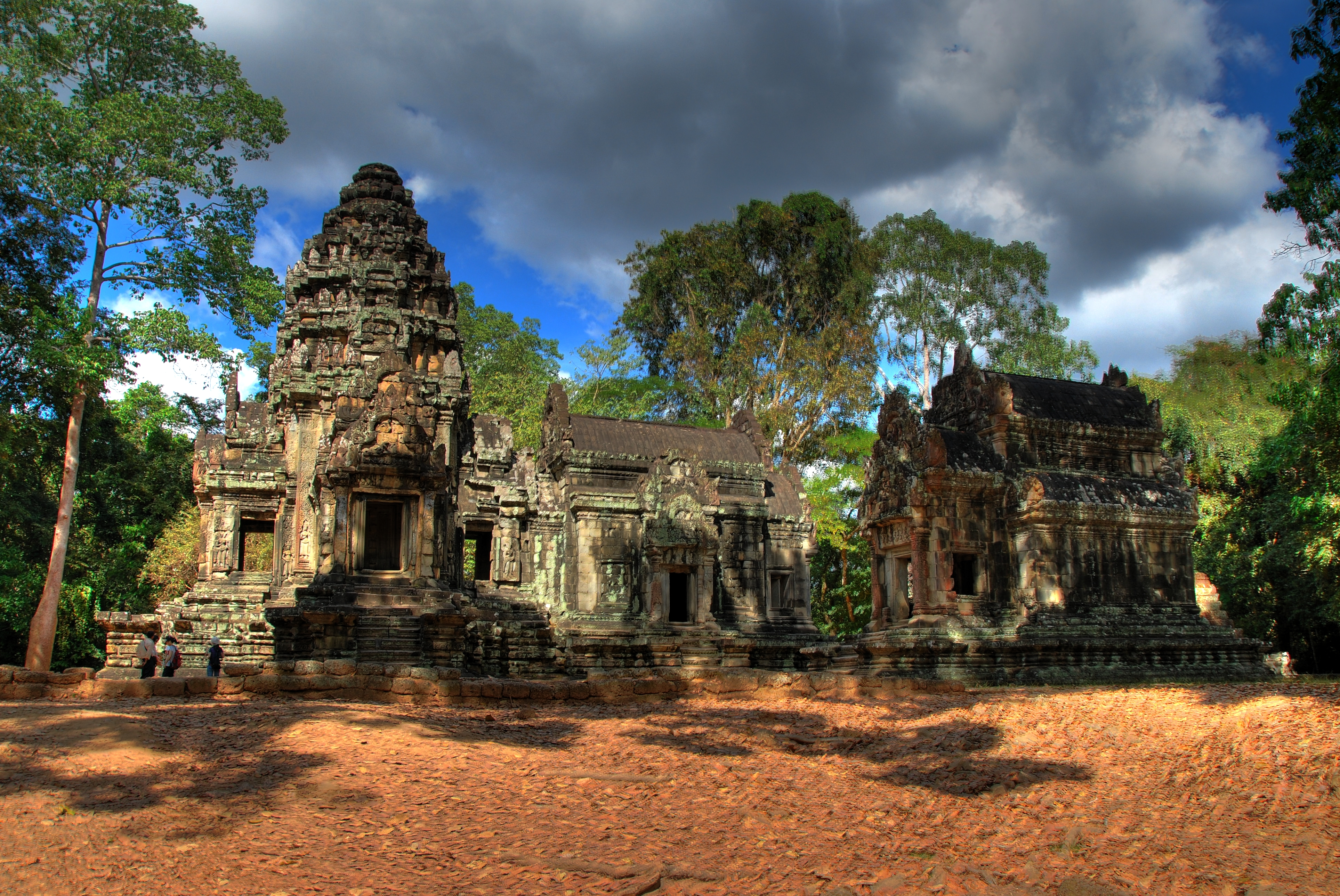
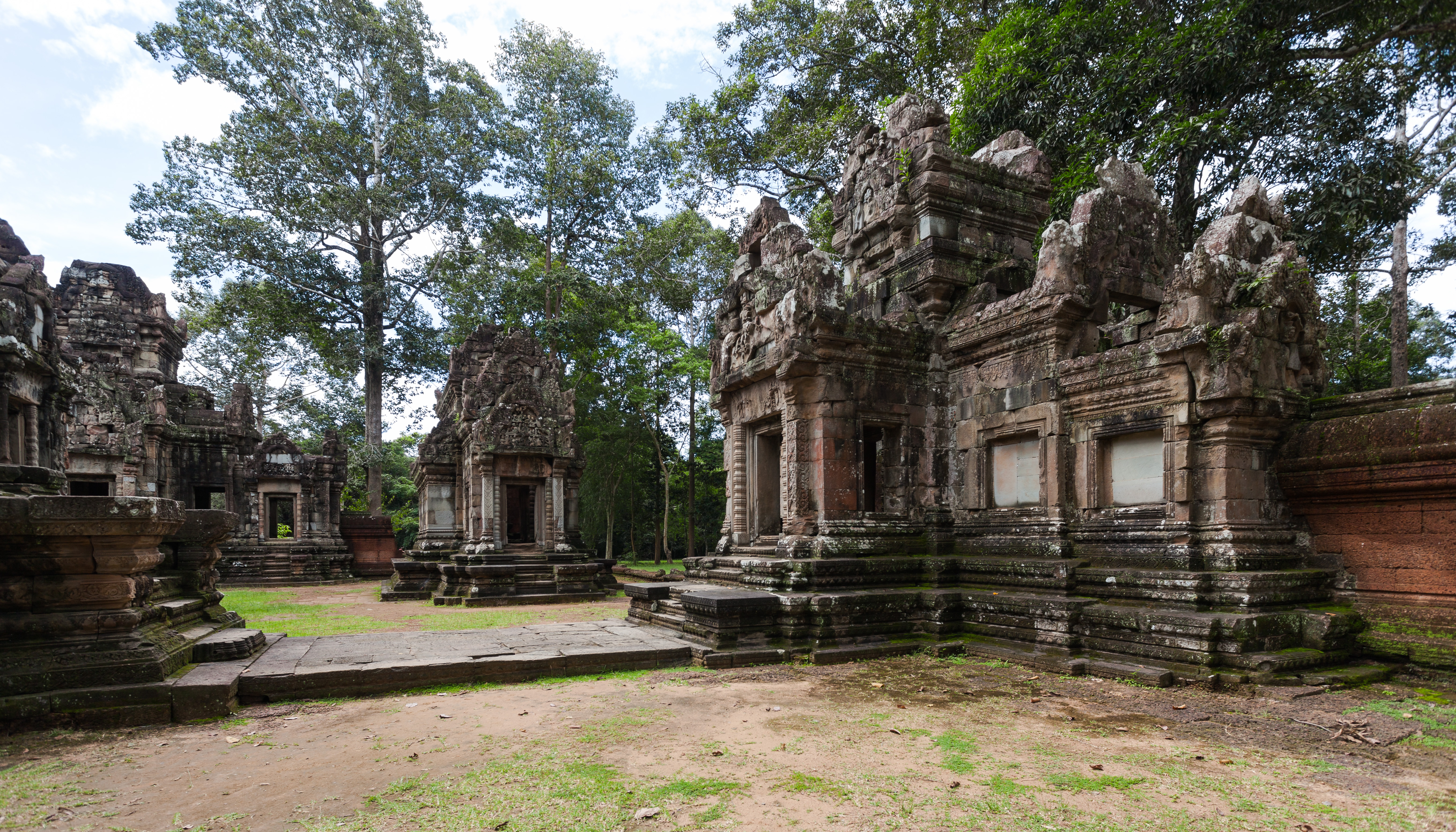
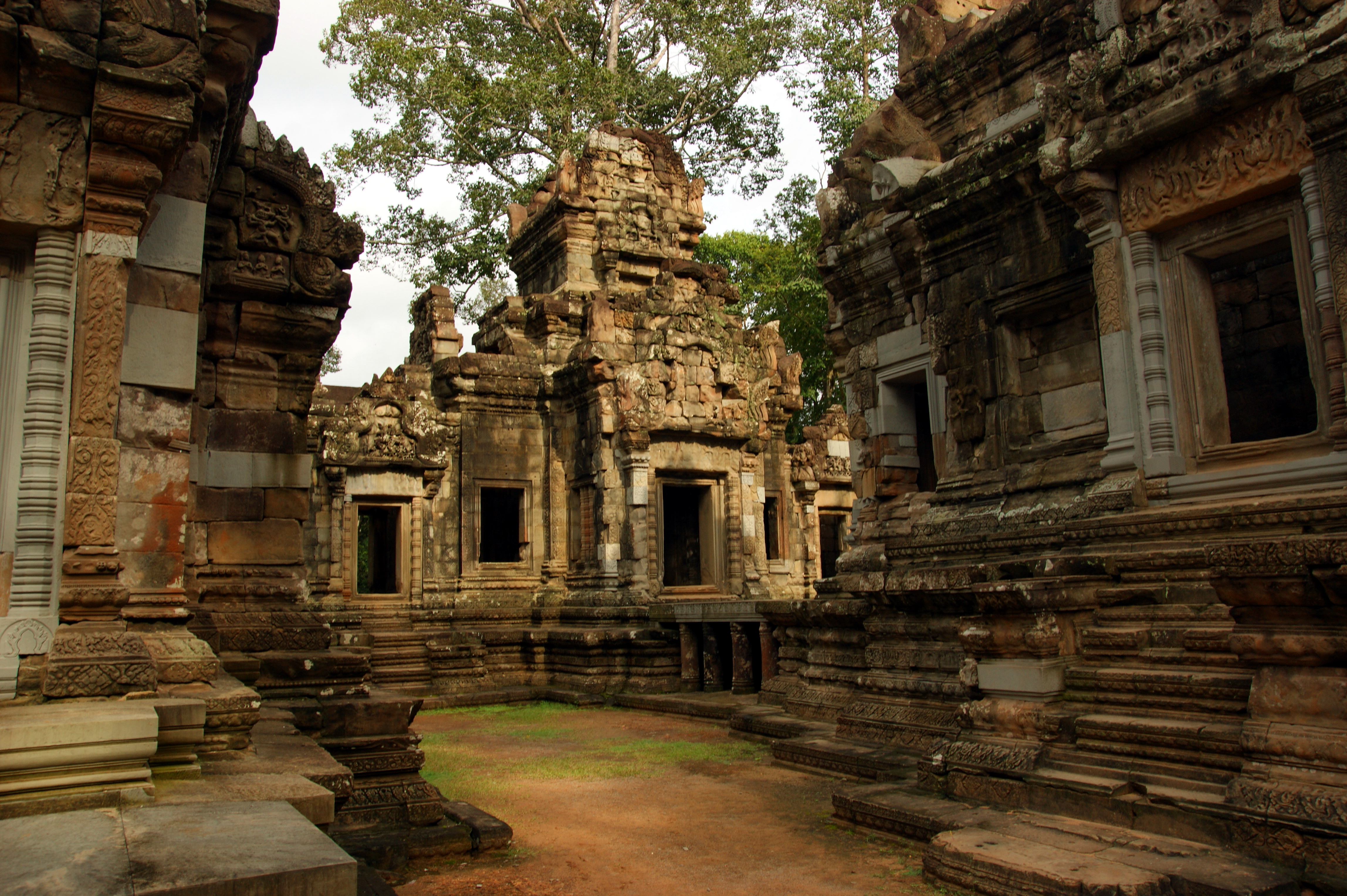
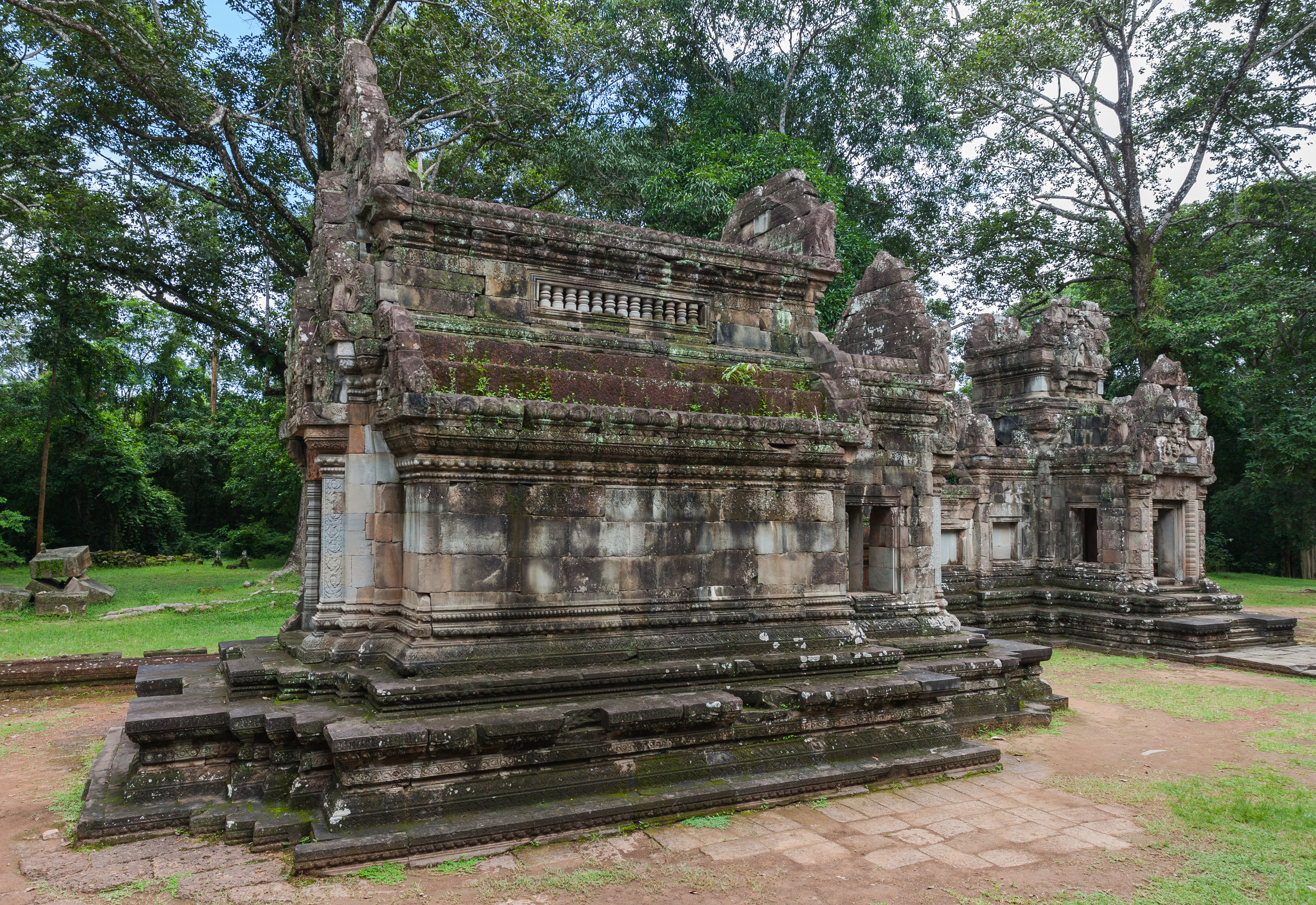
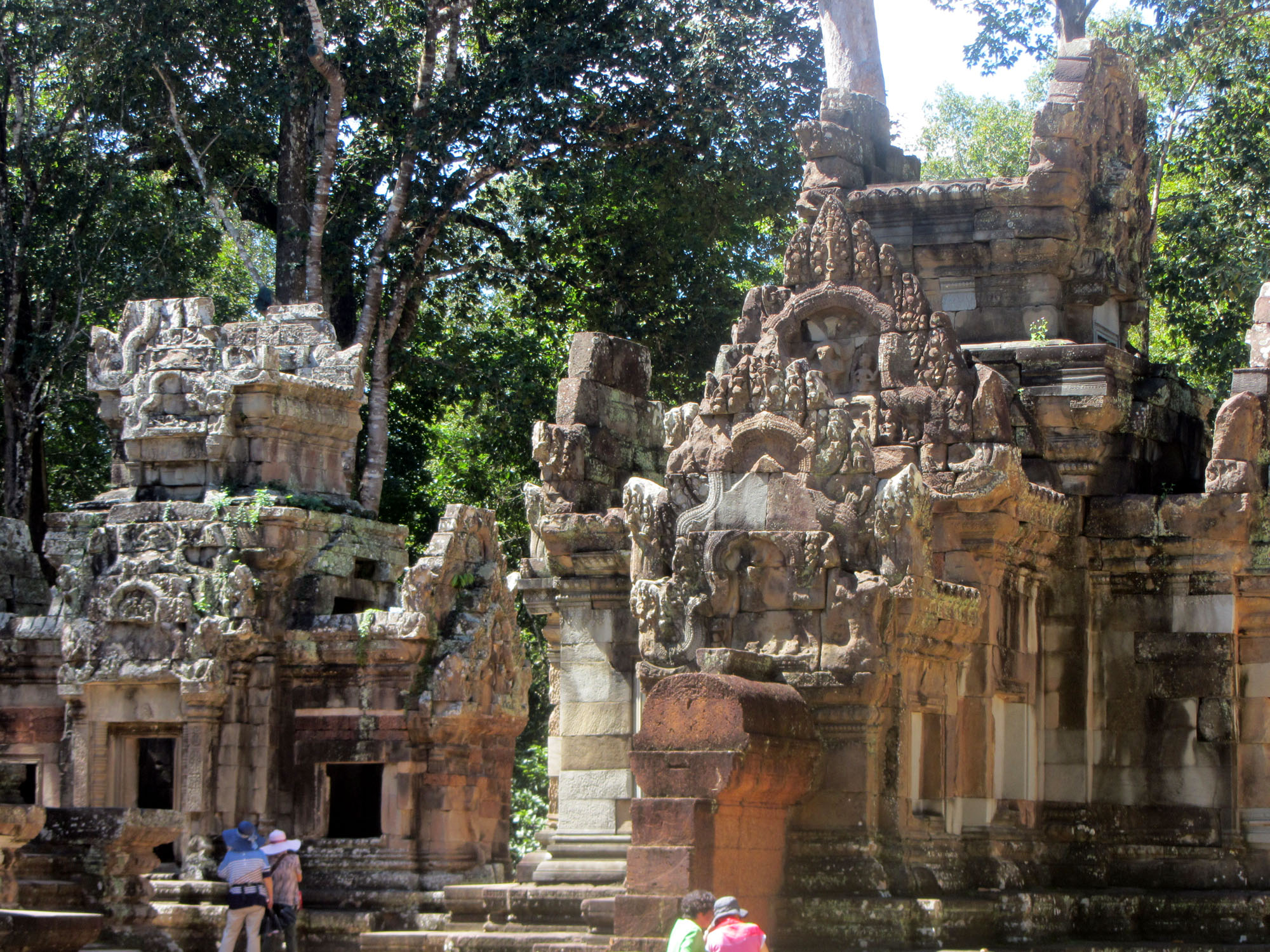
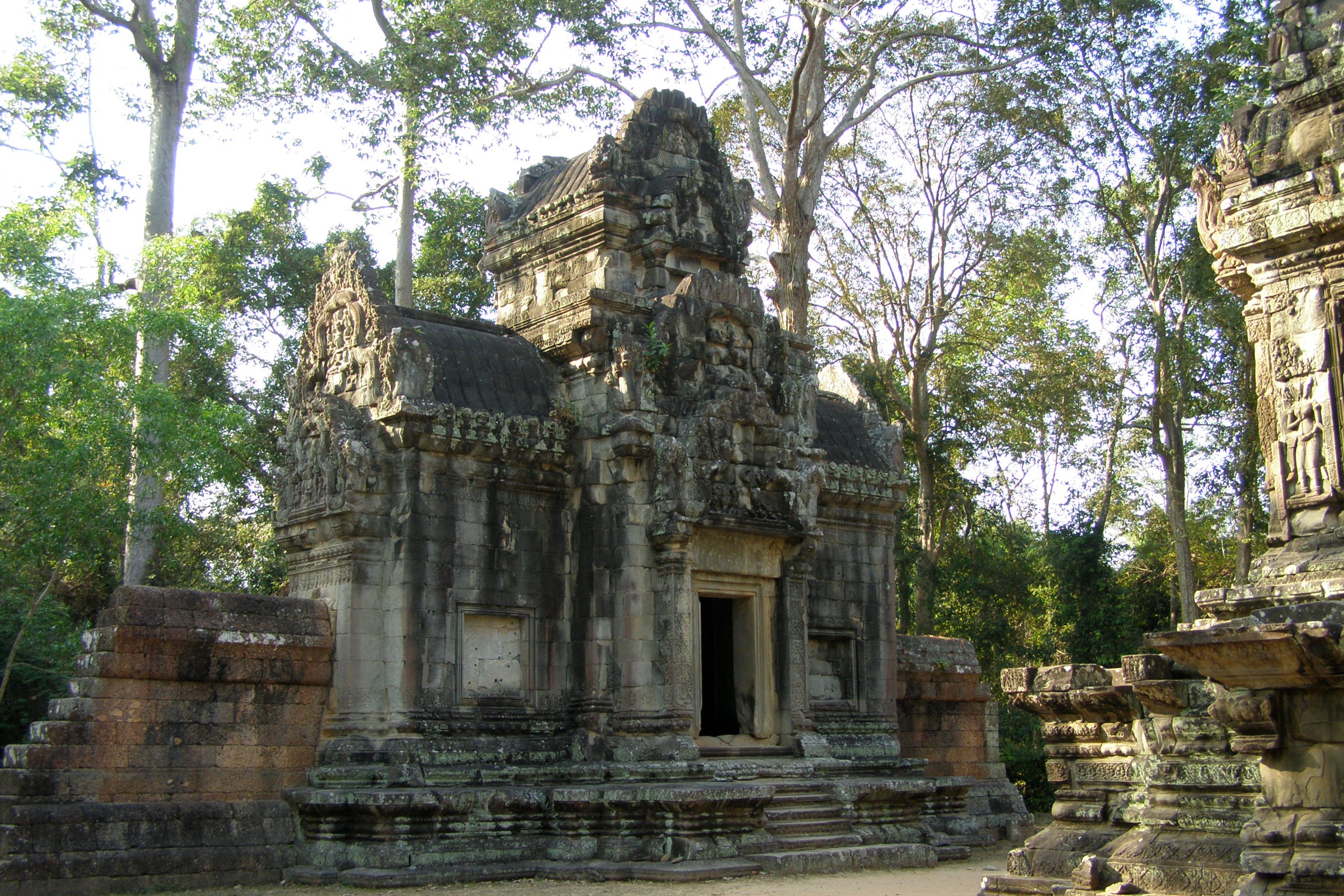